# Bárður Oskarsson

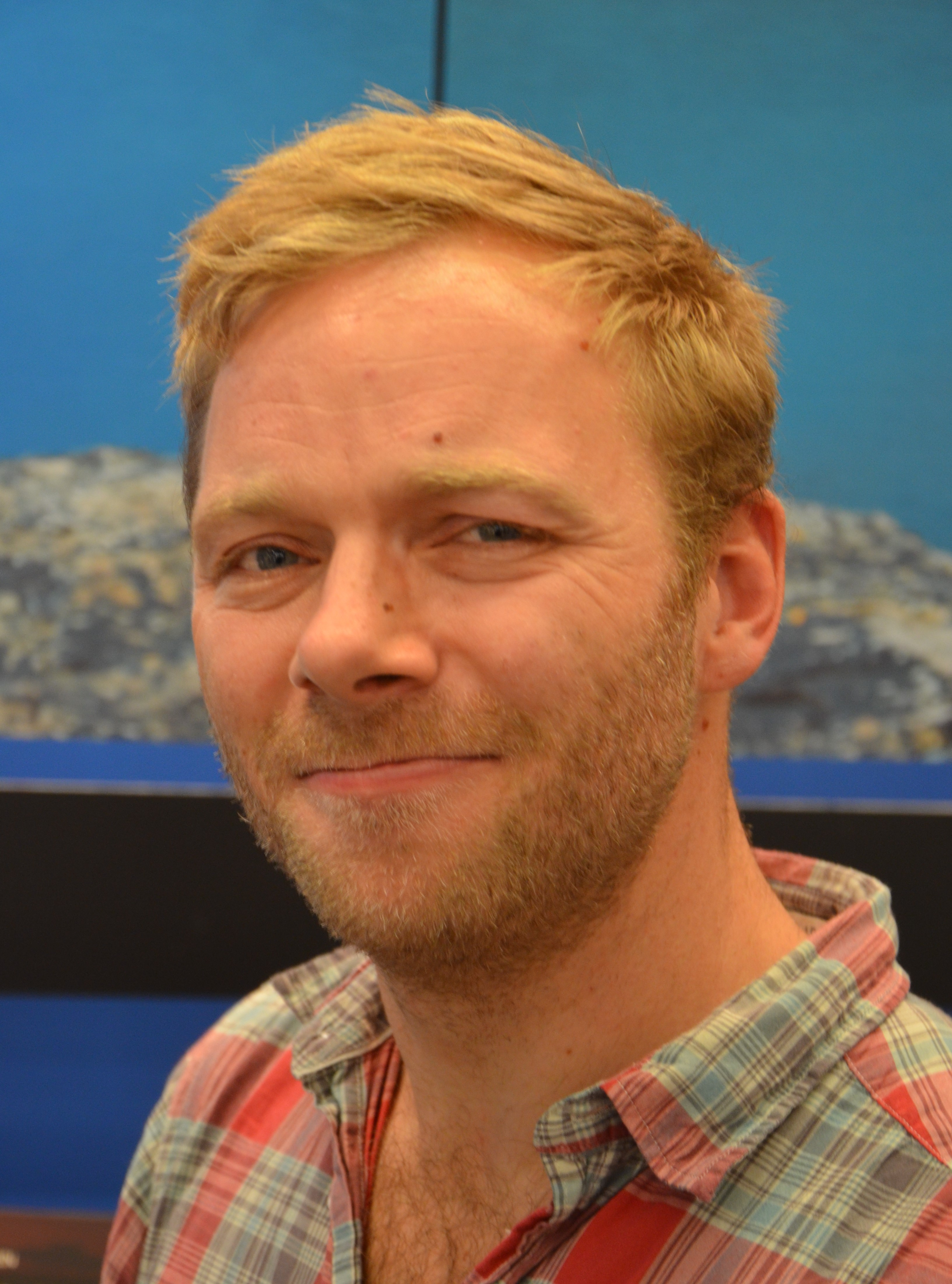
Bárður Oskarsson (2014)

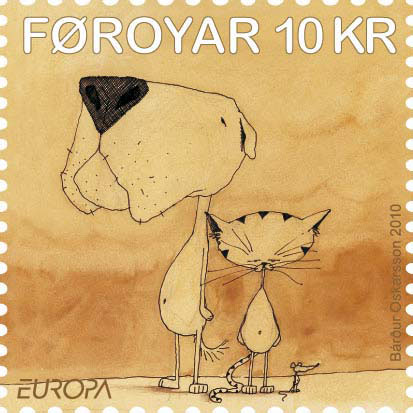
Briefmarke der färingischen Post mit einem Motiv aus dem Buch Ein hundur, ein ketta og ein mús (2010)

Bárður Oskarsson (* 18. Juli 1972 in Tórshavn) ist ein färingischer Kinderbuchautor und Illustrator. Er gilt als einer der bekanntesten Kinderbuchautoren in färöischer Sprache.

## Leben und Werk
Bárður Oskarsson begann bereits in jungen Jahren zu zeichnen. Seine ersten Werke erschienen in der färingischen Kinder- und Jugendzeitschrift Barnablaðið (heute Strok).
1992 illustrierte er sein erstes Buch, Undir tussafjøllum („Unter den Trollbergen“), das sein Großvater Oskar Hermannsson geschrieben hatte. Seither hat er zahlreiche weitere Bücher färingischer Autoren illustriert. Daneben nahm er an mehreren Kunstausstellungen in Dänemark und auf den Färöern teil.
Seit 2004 schreibt und illustriert Bárður Oskarsson selbst Bücher. Kennzeichnend für seine Arbeiten ist sein minimalistisch-nordischer Stil mit wenig Text sowie einfachen und eindrucksvollen Bildern, die oft an Comic-Style erinnern. Er lebt in Dänemark.

## Auszeichnungen
Sein Werk wurde mit mehreren Literaturpreisen ausgezeichnet und in zahlreiche Sprachen übersetzt. 2006 wurde er als erster Färinger mit dem Kinder- und Jugendbuchpreis des Westnordischen Rates ausgezeichnet. Seine Kinderbücher Ein hundur, ein ketta og ein mús, Stríðið um tað góða grasið und Wilbert wurden in die renommierte Auswahlliste The White Ravens der Internationalen Jugendbibliothek (IJB) München aufgenommen.
Sein auf Deutsch erschienenes Kinderbuch über das Sterben, Das platte Kaninchen, das Oskarsson auch illustrierte, erhielt im November 2013 den LUCHS-Preis für Kinder- und Jugendliteratur. 2016 war er für den Kinder- und Jugendliteraturpreis des Nordischen Rates nominiert. Bárður Oskarssons Kinderbuch Wilbert wurde im Januar 2018 in die Ehrenliste des Internationalen Kuratoriums für das Jugendbuch (IBBY) aufgenommen.
Für sein Kinderbuch Træið („Der Baum“) erhielt Oskarsson sowohl den Kinder- und Jugendliteraturpreis des Nordischen Rates als auch den Kinder- und Jugendliteraturpreis des Westnordischen Rates; das Buch wurde 2018 in die Auswahlliste The White Ravens aufgenommen.

## Von Bárður Oskarsson geschriebene und illustrierte Werke
- Ein hundur, ein ketta og ein mús („Ein Hund, eine Katze und eine Maus“, 2004)
- Beinið („Der Knochen“, 2007)
- Pól, hin kuli giraffurin („Paul, 'ne coole Giraffe“, 2007)
- Flata kaninin (2011)
  - deutsch: Das platte Kaninchen. Aus dem Dänischen. Berlin: Jacoby & Stuart 2013. ISBN 978-3-941087-17-0
- Stríðið um tað góða grasið („Der Streit um das gute Gras“, 2012)
- Wilbert (2016)
  - deutsch: Wilbert, wo bist du? Aus dem Färöischen von Carsten Wilms. Berlin: Kullerkupp Kinderbuch Verlag 2018. ISBN 978-3-947079-06-3
- Træið („Der Baum“, 2017)